# Instituto de Literatura Maksim Gorki

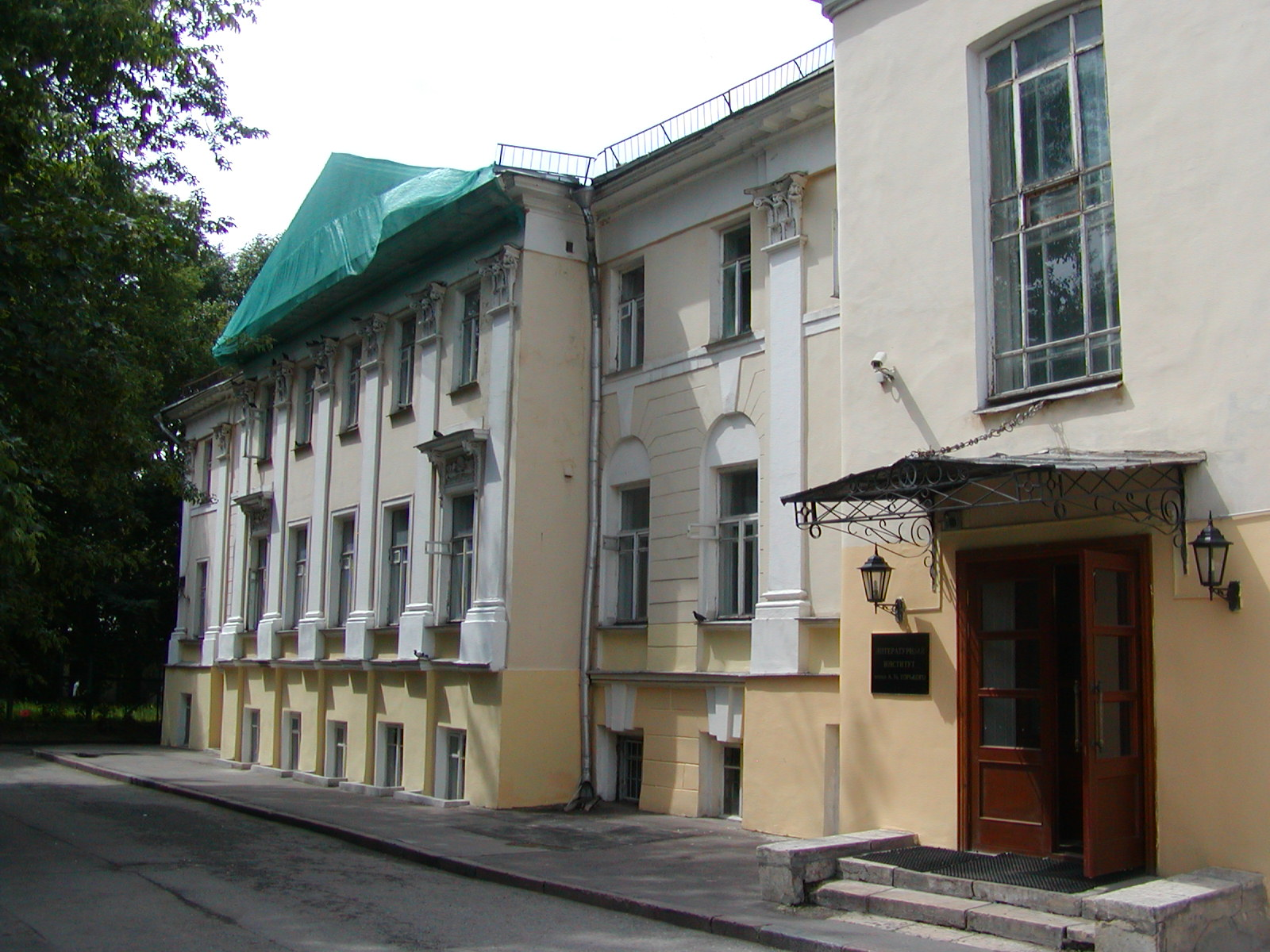
Edificio principal del Instituto de Literatura Maksim Gorki

El Instituto de Literatura Maksim Gorki (en ruso: Литературный институт им. А. М. Горького) es un centro de enseñanza superior de Moscú, Rusia dedicado a humanidades y a creación y traducción literaria. Se fundó en 1933 por iniciativa de Maksim Gorki, con el nombre de Universidad de Tarde de los Trabajadores y recibió a su nombre actual con al fallecer Gorki en 1936. Se pueden realizar cursos de forma presencial o a distancia.

## Alumnado
- Chinguiz Aitmátov (novelista)
- Bela Ajmadúlina (poeta)
- María Arbátova (escritora)
- Víktor Astáfiev (novelista)
- Yuri Bóndarev (escritor)
- Nambaryn Enjbayar (novelista, presidente de Mongolia entre 2005 y 2009)
- Aleksandr Gálich (poeta)
- Rasul Gamzátov (poeta)
- Anatoli Gavrílov (escritor)
- Borís Golovín (poeta)
- Fazil Iskander (novelista)
- Oleg Jafízov (escritor)
- Ismail Kadare (escritor)
- Mijaíl Matusovski (escritor)
- Oleg Pávlov (escritor)
- Hovhannes Shiraz (poeta)
- Víktor Pelevin (novelista)
- Víktor Rózov (dramaturgo)
- Yuri Trífonov (escritor)
- Yevgueni Yevtushenko (escritor)
- Pável Basinski (crítico literario)
- Vasili Belov (escritor)
- Yuri Bóndarev (escritor)
- Yevgueni Dolmatovski (poeta)
- Yuri Kazakov (escritor)
- Anatoli Kim (escritor)
- Yuri Kuznetsov (poeta)
- Nikolái Rubtsov (poeta)
- Drago Siliqi (escritor)
- Renata Verejanu (poeta)
- Konstantín Símonov (escritor)
- Anna Guerásimova (músico)
- Maithripala Sirisena, presidente de Sri Lanka entre 2015 y 2019